# Lichtdruck- und Bildverlag der Kunst

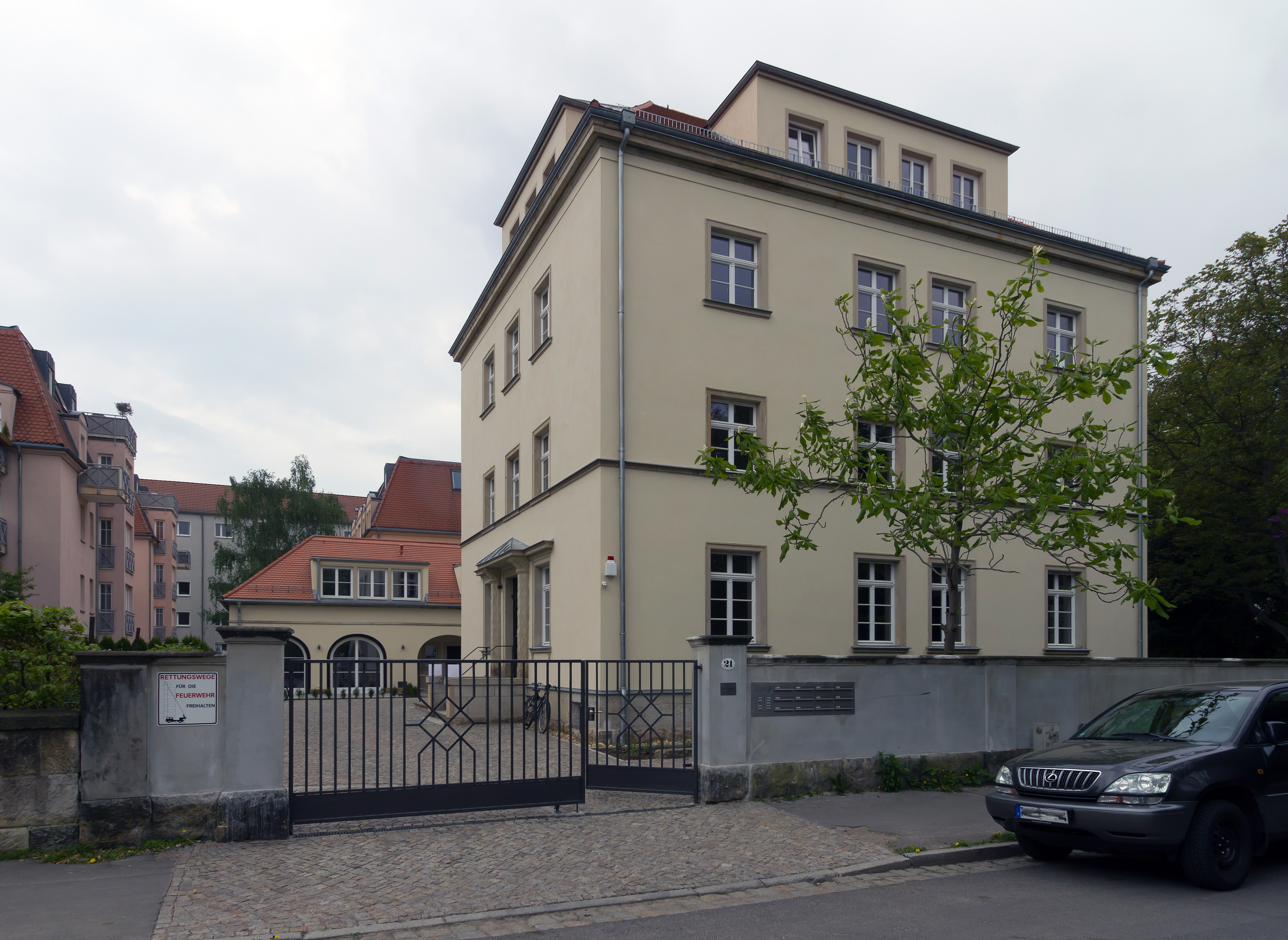
Das Hinterhaus der Spenerstraße 21 war Sitz des Verlags.

Der Lichtdruck- und Bildverlag der Kunst in Dresden war ein Kunstverlag, der Originalkunst vertrieb und mit Hilfe des Lichtdruckverfahrens hochwertige Reproduktionen erstellte. Der Verlag ging nach der Wiedervereinigung Deutschlands aus der Bilderabteilung des ehemaligen VEB Verlag der Kunst (VdK) der DDR hervor. Er hatte seinen Sitz in der Spenerstraße 21 im Stadtteil Striesen.
Zusätzlich zur Verlagstätigkeit bestand eine Galerie mit Originalkunstwerken, zum Beispiel Gemälde zeitgenössischer Künstler. Der Lichtdruck- und Bildverlag der Kunst war aufgrund seiner umfangreichen Palette an Motiven und Warenbestände aus eigener Produktion eine der größten seiner Art. Ca. 1000 Motive waren im Verlagsprogramm, vom Mittelalter über Barock, Rokoko, Klassizismus, Jugendstil, Klassische Moderne bis zu lebenden Künstlern. Etwa 200 verschiedene Lichtdrucke, von Alten bis Neuen Meistern, wurden als Faksimiles prämiert und von der UNESCO in die Liste der schönsten Kunstdrucke aufgenommen.
Neben der Herstellung und Vertrieb von Lichtdrucken, Öldrucken, Kunstdrucken, nostalgischen Kunstpostkarten führte der Verlag auch Neueditionen im Digitaldruck auf  Leinwand aus.